# Dan (geologi)
| Paleogen 66 – 23 miljoner år före nutid | Paleogen 66 – 23 miljoner år före nutid | Paleogen 66 – 23 miljoner år före nutid | Paleogen 66 – 23 miljoner år före nutid |
| Period (System)                         | Epok (Serie)                            | Ålder (Etage)                           | Miljoner år sedan                       |
| --------------------------------------- | --------------------------------------- | --------------------------------------- | --------------------------------------- |
| Neogen                                  | Miocen                                  | Aquitaine                               | senare                                  |
| Paleogen                                | Oligocen                                | Chatt                                   | 28–23                                   |
| Paleogen                                | Oligocen                                | Rupel                                   | 34–28                                   |
| Paleogen                                | Eocen                                   | Priabona                                | 38–34                                   |
| Paleogen                                | Eocen                                   | Barton                                  | 41–38                                   |
| Paleogen                                | Eocen                                   | Lutetia                                 | 48–41                                   |
| Paleogen                                | Eocen                                   | Ypres                                   | 56–48                                   |
| Paleogen                                | Paleocen                                | Thanet                                  | 59–56                                   |
| Paleogen                                | Paleocen                                | Själland                                | 62–59                                   |
| Paleogen                                | Paleocen                                | Dan                                     | 66–62                                   |
| Krita                                   | Yngre krita                             | Maastricht                              | tidigare                                |

Dan eller danium är en geologisk tidsålder som varade för cirka 66–62 miljoner år sedan, under perioden paleogen. Åldern är uppkallad efter Dania, det latinska namnet för Danmark. Den utgör den första åldern eller etagen inom epoken paleocen.
Starten på dan-tiden för 66 miljoner år sedan utgör en mycket viktig geologisk händelse, som också definierar starten på eran kenozoikum som varat fram till nutid. Under denna tid har däggdjuren dominerat bland de stora landdjuren. Den föregicks av mesozoikum, då dinosaurier var vanligt förekommande. Gränsen mellan dessa eror kallas Krita–tertiär-gränsen (baserat på äldre terminologi). En teori är att den är ett resultat av ett asteroidnedslag som bildade Chicxulubkratern. 
Lagerföljder från dan-tiden finns i sydvästra Skåne. Kalksten från tidsåldern har brutits i stora mängder i Limhamns kalkbrott och Klagshamn. Till kalksorterna hör Bryozokalksten, Saltholmskalk och Faxekalk.